# Schloss Montsabert

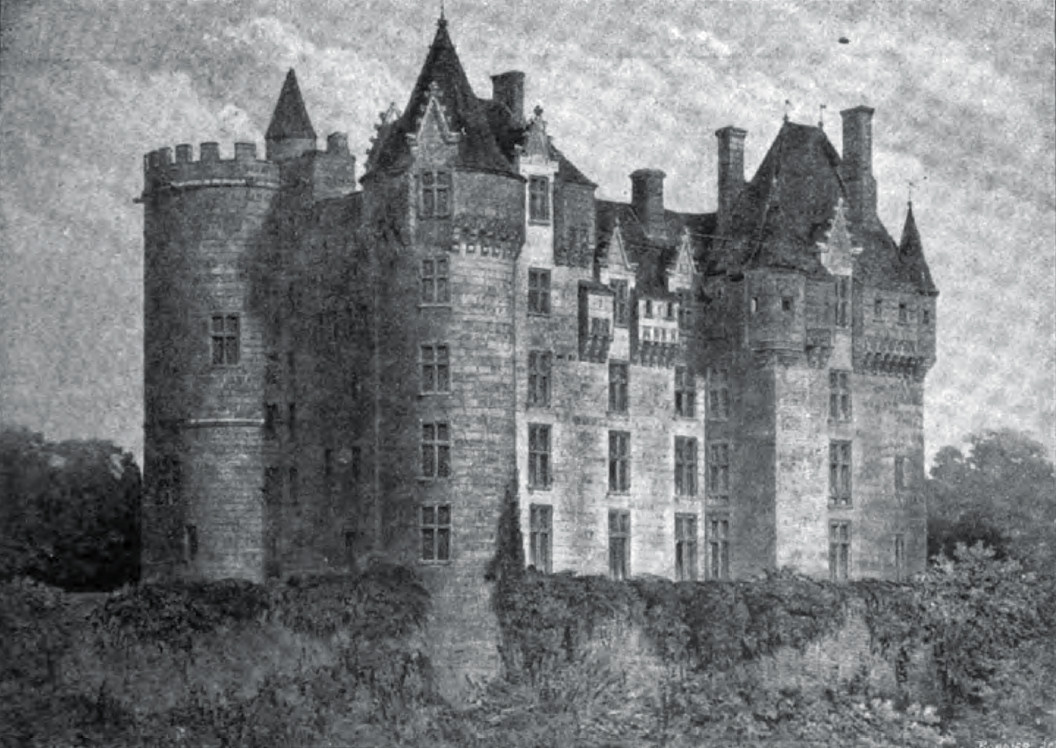
Schloss Montsabert auf einer Zeichnung von Victor Petit

Das Schloss Montsabert ist eine Schlossanlage im Ortsteil Coutures  der Gemeinde Brissac Loire Aubance im Département Maine-et-Loire. Etwa sieben Kilometer südlich der Loire zwischen Angers und Saumur gelegen, zählt es zu den Schlössern der Loire. Die Anlage geht auf eine angevinische Burg des 14. Jahrhunderts zurück und steht seit dem 7. August 1986 als Monument historique unter Denkmalschutz.

## Geschichte
Im 14. Jahrhundert gehörte die damalige Burg Guy de Pommerieux, Seigneur de Pommerieux im südlichen Teil des Départements Mayenne. Später war sie im Besitz von Jeanne de Laval-Tinténiac, die sie 1374 in ihre Ehe mit Bertrand du Guesclin, seit 1370 Connétable von Frankreich, einbrachte. Du Guesclin ließ die Anlage im Hinblick auf die latente Bedrohung durch die Engländer zwischen 1374 und 1380 umbauen und stärker befestigen. Zwei Umfassungsmauern, drei mächtige Türme unterschiedlicher Größe und Maschikulis sollten die Burg von nun an schützen.
Nach dem Tod des Connétable blieb Montsabert im Besitz der Linie Laval des Hauses Montmorency. Es kam in den Besitz von Gilles de Rais, Großneffe Du Guesclins und Marschall von Frankreich.
Im November 1575 gelangte Montsabert in den Besitz der Familie Aubigné, welche die Anlage im Stil der Renaissance umbauen und die heute noch existierende Schlosskapelle errichten ließ. Später waren es die Familien Le Maistre, die seit April 1630 Besitzerin war, und Goislard de Montsabert, durch Heirat Besitzerin ab November 1676, die ab dem 17. Jahrhundert weitere Umbauten am Schloss vornehmen ließen. Dazu zählten unter anderem der Bau einer Orangerie sowie die Vergrößerung der Fenster. Die äußere Ringmauer der Anlage wurde bei den Umgestaltungen sukzessive abgebrochen, bis von ihr im 19. Jahrhundert nichts mehr übrig war.
Unter der Leitung des Architekten René Hodé (1811–1874) erfuhr die Anlage in der zweiten Hälfte des 19. Jahrhunderts eine Restaurierung. Anschließend diente das Schloss mehr als 30 Jahre lang als Ferienheim für Kinder von Mitarbeitern der Firma Francolor.